# François Charpentier
François Charpentier (* 15. Februar 1620 in Paris; † 22. April 1702 in Paris) war ein französischer Gräzist, Romanist, Übersetzer, Lexikograf und Literat.

## Leben und Werk
Charpentier publizierte 1650 eine Übersetzung der Memorabilien des Xenophon aus dem Griechischen und fügte eine Biographie des Sokrates an, die auch ins Deutsche übersetzt wurde. Die noch junge Académie française wählte daraufhin den 30-jährigen in ihre Mitte, wo er 52 Jahre residieren sollte. 1663 verfasste  der eloquente Charpentier im Auftrag des Ministers Jean-Baptiste Colbert eine Art Werbeschrift für die Französische Ostindienkompanie, die ihrem Autor einen Sitz in der neu gegründeten Académie des Inscriptions einbrachte.
Mitte der 1670er Jahre nahm Charpentier  die Querelle des Anciens et des Modernes vorweg, indem er sich für die Beschriftung des Triumphbogens Porte Saint-Martin (Paris) in französischer statt lateinischer Sprache aussprach und diese modernistische Revolution in zwei Büchern von 1676 und 1683 verteidigte.
Schließlich wurde Charpentier die Aufgabe übertragen, das in der Romanistik berühmte Vorwort zum 1694 endlich erschienenen Dictionnaire de l’Académie française zu verfassen.

## Werke
- Les Choses mémorables de Socrate, ouvrage de Xénophon, traduit de grec en françois, avec la Vie de Socrate, nouvellement composée et recueillie des plus célèbres autheurs de l’Antiquité, Paris 1650 (3. Auflage 1699, deutsch: Das Ebenbild eines wahren und ohnpedantischen Philosophi, oder Das Leben Socratis, aus dem Frantzösischen des Herrn Charpentier ins Teutsche übersetzt von Christian Thomas, Halle 1693)
- La Cyropaedie, ou l’Histoire de Cyrus, traduite du grec de Xénophon, Paris 1659
- Discours d’un fidèle sujet du roi touchant l’établissement d’une compagnie française pour le commerce des Indes orientales, Paris 1665, erschienen auch u. d. T. Le Divin marchand. Relation de la constitution de la Compagnie française des Indes orientales, Paris 1664 (deutsch: Der in Franckreich mit königlicher Verwilligung neu-auffgerichteten Ost-indianischen Compagnie Absehen, Gesätze und Freyheiten zu jedermans benöthigter Nachricht auss dem Frantzösischen in unsere deutsche Muttersprache übersetzet durch Johann Christoph Wagenseil, Paris 1665)
- Relation de l’établissement de la Compagnie française pour le commerce des Indes orientales, Paris 1665 (englisch: Wealthward ho !  An account of the Establishment of the French East India Company, hrsg. von  Mario Serviable [* 1949], Sainte-Clotilde (La Réunion) 1989)
- Voyage du vallon tranquille. Nouvelle historique, 1673
- Deffense de la langue françoise pour l’inscription de l’arc de triomphe dédié au Roy, Paris 1676, 1683
- De l’Excellence de la langue françoise, 2 Bde., Paris 1683, 1110 Seiten
- (Vorwortautor) Le Dictionnaire de l’Académie Françoise, dédié au Roy, 2 Bde., Paris 1694.